# Druga pułapka miłości
Wyspa rozumu (fr. La Seconde Surprise de l'amour) – komedia Pierre’a de Marivaux wystawiona w 1727.

## Data powstania utworu
Utwór został napisany w 1727 roku i miał swą premierę 31 grudnia 1727 w Théâtre de la rue des Fossés Saint-Germain. Został wystawiony przez aktorów Comédie-Française. Marivaux dotąd wystawiał swoje komedie w konkurencyjnym Teatrze Włoskim, lecz jego główna aktorka, Sylwia Zanetti, w listopadzie 1726 roku ciężko zachorowała i była bliska śmierci. Czekając aż powróci do zdrowia autor zwrócił się do Teatru Francuskiego, najpierw z Wyspą rozumu, która poniosła tam klęskę, a następnie z Drugą pułapką miłości. Również i tym razem nie miał szczęścia. Adrienne Lecouvreur, która dostała główną rolę, mizdrzyła się i obnosiła z afektacją, podczas gdy bohaterka Marivaux jest istotą naiwną, która nie przyznaje się przed sobą i światem do swych uczuć. Sztuczność teatru francuskiego opóźniła sukces dzieła, które miało w przyszłości zaowocować wieloma naśladownictwami. Pomimo premierowej porażki sztuka była grywana chętnie już na przełomie XVIII i XIX wieku. Rola margrabiny była ulubioną rolą panny Mars i pani Arnoult-Plessy.

## Osoby
| Osoba       | Jej rola w dramacie |
| ----------- | ------------------- |
| Margrabina  | młoda wdowa         |
| Kawaler     |                     |
| Hrabia      |                     |
| Lizeta      | pokojowa margrabiny |
| Wojtuś      | służący             |
| Hortensjusz | pedant              |

## Treść
Akcja sztuki rozgrywa się w Paryżu w pałacu margrabiny.

### Akt I
Margrabina chodzi i wzdycha, Lizeta, niezauważona podąża za nią i również wzdycha. Hrabina chce się oddać żałobie do końca życiaː po dwóch latach najtkliwszej miłości, poślubiwszy tego, którego kochała, utraciła go po miesiącu małżeństwa. Lizeta próbuje ją rozerwać, przynosi toaletkę z lustrem, ale pani nie chce w nie spojrzeć, zagląda jednak, gdy Lizeta przewrotnie stwierdza, że bardzo straciła na urodzie. Lizetę spotyka Wojtuś, któremu dziewczyna wpada w oko, ona jednak nie chce się z nim wiązać, skoro jego pan ogłosił, że wyjeżdża. O względy Lizety stara się również bez powodzenia bibliotekarz margrabiny Hortensjusz. Kawaler przed wyjazdem odwiedza hrabinę. Nosi w sercu pamięć po ukochanej Angelice, która go pozostawiła i odeszła do klasztoru. Wspólnota cierpienia łączy margrabinę i kawalera. Wspólna rozmowa przynosi im ulgę. Hrabina nakłania kawalera, by pozostał. Ponieważ był przyjacielem jej zmarłego męża, ofiarowuje mu w zamian swą przyjaźń. Mogliby odciąć się od świata, odwiedzać się wzajemnie i opłakiwać swoich ukochanych. Kawaler postanawia pozostać. Lizeta, która podsłuchiwała tą rozmowę, przychodzi prosić kawalera o wstawienie się u margrabiny za hrabią, który ją kocha i pragnie poślubić, jest przez nią przyjmowany i to jak się zdaje z przychylnością. Kawaler wzdraga się przemówić za nim, a gdy ulega namowom, hrabia wycofuje swą prośbę, podejrzewając w nim rywala. Skonsternowana Lizeta zwraca się wówczas do kawalera, by w takim razie to on poślubił jej panią. Kawaler wszakże odmawia, nawet myśleć o tym nie chce, jest z margrabiną w przyjaźni, w której oboje opłakują swych ukochanych. Lizeta, która pragnęłaby pocieszenia dla swej pani, wydrwiwa jego pustelnicze obrządki. Kawaler jest rozczarowany, myślał, że znalazł bratnią duszę, a ona chce wyjść za hrabiego. Postanawia rozmówić się z margrabiną. Tymczasem Wojtuś rozmawiając z Hortensjuszem mówi mu o zamierzonym ślubie hrabiego z margrabiną. Bibliotekarz z obawy o utratę posady postanawia temu przeciwdziałać.

### Akt II
Wojtuś dowiaduje się od Lizety, że nie może liczyć na jej względy, bo kawaler nie chce się żenić z hrabiną i stosunki między obydwoma domami najpewniej zostaną zerwane. Postanawia więc rozmówić się z margrabiną. Hortensjusz napomyka margrabinie o tym, że hrabia chce ją poślubić oraz że kawaler odrzucił jej rękę, którą mu ofiarowała Lizeta. Margrabina jest oburzona tym, że ją kawaler odrzucił. Wojtuś prosi ją, by rozkochała w sobie jego pana, tak by on z Lizetką mogli zostać razem. Margrabina wzywa Lizetę, jest oburzona, że się tak frymarczy jej sercem i ręką za jej plecami, a szczególnie tym, że kawaler ją odrzucił, narażając ją na społeczny afront. Lizeta zarzeka się, że wszystko zrobiła z miłości do swej pani, że zaoferowała jej rękę kawalerowi tylko dlatego, że wydawał się zazdrosny o hrabiego, a ten wziął go za swego rywala. Nadchodzi kawaler. Jest wyraźnie zazdrosny o hrabiego. Kiedy jednak margrabina pyta go o motyw odrzucenia jej ręki, nie chce się do tej zazdrości przyznać, świadom wcześniejszych deklaracji margrabiny. Margrabina, dotknięta jego obojętnością, wzywa Hortensjusza, aby zagłębić się w lekturze. Obecny przy tym kawaler wszczyna spór z Hortensjuszem o czytanego autora, którym okazuje się Seneka. Kłótnia z Hortensjuszem pozwala margrabinie i kawalerowi powrócić do rozmowy o wzajemnych uczuciach. Zapewniają się gorąco o łączącej ich przyjaźni. Kawaler wyznaje, że był zazdrosny o to, że hrabia pozbawi go rozumiejącej przyjaciółki, w której znalazł pokrewną duszę. Margrabina tak jest tym wyznaniem zachwycona, że decyduje się odprawić zarówno Hortensjusza, jak i hrabiego, by nic nie przeszkadzało ich przyjaźni.

### Akt III
Lizeta i Wojtuś odprawiają Hortensjusza przy czym Wojtuś paple o wzajemnej skłonności margrabiny i kawalera. Zaniepokojony wiadomością, uzyskaną od Hortensjusza, hrabia zjawia się u margrabiny. Lizeta zaprzecza wszystkiemu i jednocześnie przekazuje hrabiemu prośbę swej pani, by zaniechał dalszych starań o jej rękę. Hrabia postanawia rozmówić się z kawalerem. Wypytuje go o jego uczucia względem margrabiny, sugerując, że jego rozmówca jest w niej zakochany. Kawaler nie chce się przyznać do miłości, twierdzi że jest jej przyjacielem. Wówczas hrabia prosi o wstawiennictwo u margrabiny, która przed przyjazdem kawalera była mu całkiem przychylna i robiła pewne nadzieje, obraziła się nań jednak, gdy przez kilka dni zaniedbał ją odwiedzić. Kawaler daje mu wiarę i pomstuje przeciw przewrotności margrabiny. Hrabia pyta go czy ostatecznie zrezygnował z małżeństwa, a gdy kawaler gwałtownie zaprzecza, ofiarowuje mu rękę swej siostry, którą wzburzony kawaler przyjmuje. Kawaler postanawia rozmówić się z margrabiną. Za jego radą hrabia ma przysłuchiwać się tej rozmowie. Kawaler wyjawia margrabinie, że hrabia dopytywał go czy nie łączy go z nią miłość, czemu on stanowczo zaprzeczył, w rezultacie hrabia ofiarował mu rękę swej siostry, którą on przyjął. Teraz wstawia się za hrabią, który podobno nie jest jej niemiły. Margrabina potwierdza, że nie jest. Hrabia wychodzi z ukrycia, pada na kolana, prosi ją o rękę i zostaje przyjęty. Pragnąc kuć żelazo póki gorące, hrabia uzgadnia z margrabiną, że jeszcze tego wieczoru sprowadzi rejenta by połączyć dwa małżeństwa. Margrabina nie potrafi się odnaleźć w swoich uczuciach. Rozgniewana przez kawalera, który oznajmił, że się żeni, zgodziła się poślubić hrabiego, którego nienawidzi, nie na tyle jednak, by z nim zerwać, skoro nie ma mu nic do zarzucenia. Lizeta jest bezradna wobec tego zamętu. Zjawia się Wojtuś z liścikiem od swego pana, a chwilę potem pojawia się i sam pan. Żegna się z margrabiną. Ona pragnie go zatrzymać przez wzgląd na łączące ich uczucia. Kawaler jest zdania, że te są bardzo odmienne. Margrabina czyta jego liścik, w którym wyznaje jej gorącą miłość. Wszelkie nieporozumienia zostają wyjaśnione. Hrabia trafia na scenę czułości między zakochanymi i odchodzi. Lizeta oznajmia, że przyszedł rejent. Zebrani postanawiają zawrzeć dwa małżeństwaː kawalera z margrabiną i Lizety z Wojtusiem.

## Omówienie
Główną postacią utworu jest margrabina i na rozwoju jej uczuć koncentruje się akcja komedii. Margrabina jest pogrążona w głębokim żalu po stracie małżonka, odmawia wszelkich starań o swój wygląd, kiedy jednak tylko Lizeta napomyka, że źle wygląda, natychmiast biegnie do lustra. Stara się o nią dwóch mężczyzn: hrabia, który chce ją poślubić, a taka propozycja wydaje jej się niegodną pogrążonej w żałobie wdowy; i nieszczęśliwy w miłości kawaler, którego może pocieszać po stracie. Kiedy Lizeta, która pragnie wyrwać swą panią z kręgu żałoby, ofiaruje jej rękę kawalerowi, a on odmówi, margrabina czyni wyrzuty swej słudze, że skompromitowała ją szafując jej ręką za jej plecami, w rzeczywistości jednak jest oburzona na kawalera, który ją odrzucił. Postanawia rzucić go do swych stóp, ale zapomina chronić swoje serce. W rezultacie kawaler zostaje zwyciężony, ale ona również zostaje zwyciężona i poślubia go.
Postać Hortensjusza zapożyczył Marivaux od Franciona de Sorela, który w swojej sztuce skarykaturował epistolografa Balzaka. Z Sorela pochodzi nie tylko sama postać, ale i scenyː zalotów Hortensjusza do Lizety, która nie słucha jego uczonych i przerafinowanych komplementów, jak i głośnej lektury, na prośbę margrabiny, Seneki, który w dawnej komedii grał rolę pocieszyciela strapionych.
Komedia Marivaux zaowocowała wieloma naśladownictwami. Z Drugiej pułapki miłości zaczerpnął Alberto Nota postać swej bohaterki komedii La Vedova. Włoska wdowa również zamyka się w domu, by żyć tylko ze wspomnieniem zmarłego męża. Jest bardziej dzikaː nikogo nie przyjmuje, otacza się fosą nie dbając czy próbujący ją odwiedzić nie połamią sobie kości, zajmuje się redagowaniem wspomnień z dzieciństwa zmarłego. Zamiast bibliotekarza z Seneką towarzyszy jej astronom z lunetą, z którym studiuje gwiazdy. Wątek wdowy z Drugiej pułapki miłości pojawia się też w komedii Meilhaca i Halévy'ego. Kobieta bez głowy i z odrobiną serca w pierwszym akcie jest pogrążona w żałobie. Nie słucha Seneki, ani nie studiuje astronomii, słucha marsza żałobnego Chopina. Jest jak dziecko, które pozbawiono zabawki i któremu próbuje się podsunąć inną. Przedsięwzięcie kończy się powodzeniem, ponownie wychodzi za mąż i odsyła na strych ukochany portret pierwszego męża, przedstawiający chłopca na drewnianym koniu. W noweli Octave'a Feuilleta wdowa nie daje się pocieszyć. Ponownie wychodzi za mąż, ale kontynuuje kult zmarłego, pierwszego, męża: wznosi mu w ogrodzie ołtarz, w którym umieszcza urnę z jego prochami.

## Tłumaczenie
Komedia została przetłumaczona na język polski przez Tadeusza Boya-Żeleńskiego i ukazała się drukiem w Krakowie w 1916 roku. Była wielokrotnie wystawiana przez polskie teatryː w 1957 roku przez Teatr Stary w Krakowie, w 1960 przez Bałtycki Teatr Dramatyczny w Koszalinie-Słupsku, w 1968 przez Teatr im. Bogusławskiego w Kaliszu. 12 maja 1991 Teatr Telewizji wyemitował spektakl Drugiej pułapki miłości w reżyserii Tomasza Dutkiewicza.